# John F. Enders
John Franklin Enders, född 10 februari 1897 i West Hartford, Hartford County, Connecticut, död 8 september 1985 i Waterford, New London County, Connecticut, var en amerikansk virolog.

## Biografi
Enders blev 1935 professor vid Harvard University. Han bidrog till att förbättra tekniken för att odla virus, som orsakar sjukdomar så att man kunde utveckla vacciner mot bl.a. polio, mässling och röda hund. För detta belönades han tillsammans med landsmännen Frederick C. Robbins och Thomas H. Weller med Nobelpriset i fysiologi eller medicin 1954 och samma år tilldelades han Albert Lasker Basic Medical Research Award.